# Onaćky (obwód kijowski)
Onaćky (ukr. Онацьки, pol.  Onacki) – wieś na Ukrainie, w obwodzie kijowskim, w rejonie obuchowskim, w hromadzie Rzyszczów. W 2001 liczyła 147 mieszkańców, spośród których 74 wskazało jako ojczysty język ukraiński, a 5 rosyjski.
Do 2020 w rejonie kaharłyckim.

## Historia
W drugiej połowie XIX w. wieś Onacki znajdowała się pod władzą rosyjską – w powiecie kaniowskim guberni kijowskiej. Wyznawcy prawosławia należeli do parafii we wsi Piwce, a katolicy do parafii w Rzyszczewie. We wsi mieszkało wówczas 240 prawosławnych i 12 katolików. Wcześniej była to wieś Lubomirskich, od których kupił ją w 1789 r. Ignacy Hołowiński. Od Hołowińskich nabył wieś w 1840 r. Ignacy Kundzicz Dziaduszkiewicz, po którym posiadał ją jego syn, Kalasanty.
W USRR i w niepodległej Ukrainie do reformy administracyjnej w 2020 r. wieś leżała w rejonie kaharłyckim, w radzie wiejskiej Piwci.